# Ulriken
Ulriken je nejvyšší ze sedmi hor (de syv fjell) v okolí Bergenu. Vrchol dosahuje 643 metrů nad mořem. Kopec je jedním z vrcholů v tradičním pochodu 7-fjellsturen.
K televizní věži pod vrcholem vede kabinová lanovka, kde je restaurace.

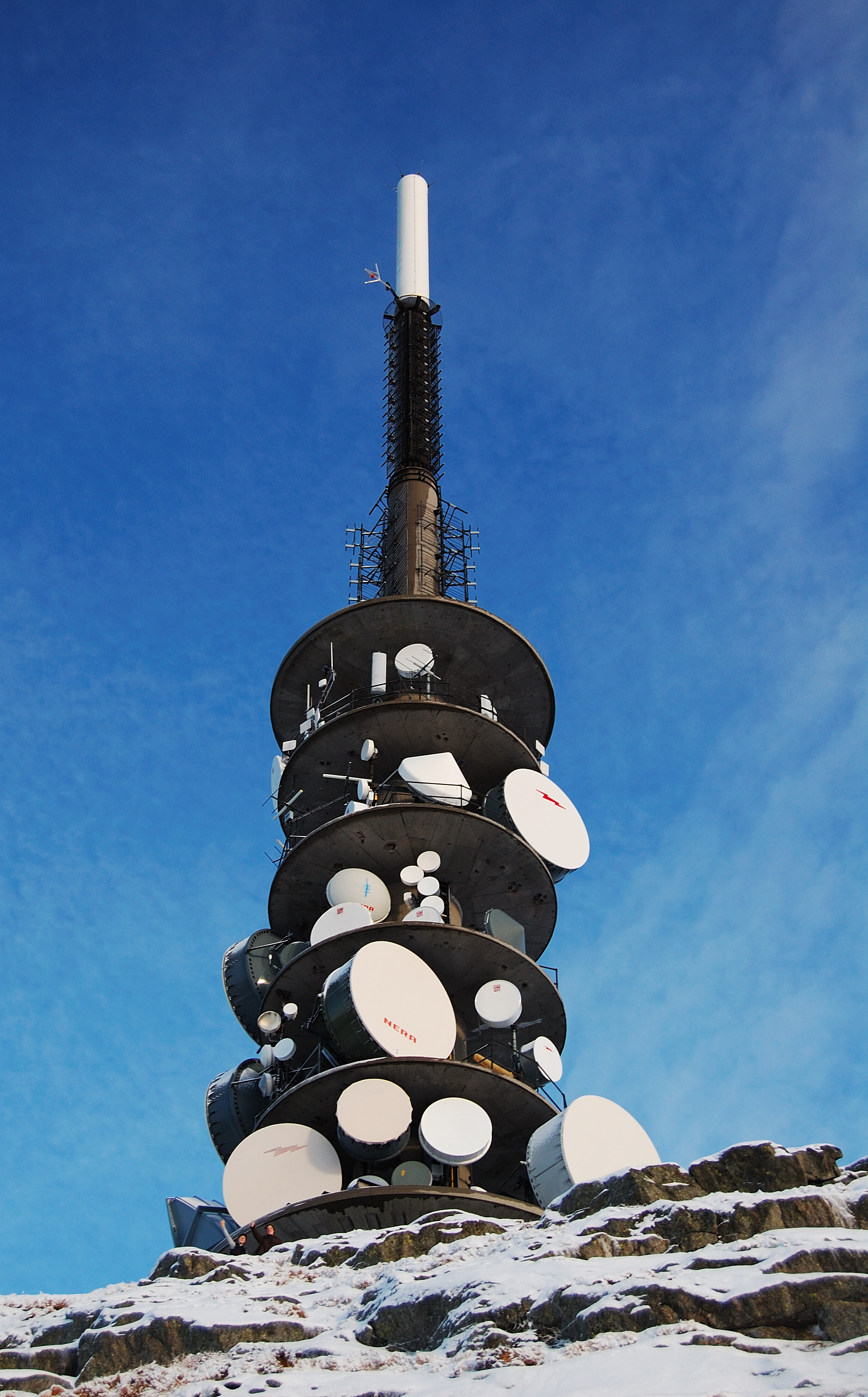
Vysílač na Ulrikenu